# За Украину!
Политическая партия «За Украину!» — политическая партия на Украине. Создана 9 октября 1999 года, официально зарегистрирована Министерством юстиции 4 мая 2000 года.

## Руководство партии
- Председатель партии «За Украину!» — Вячеслав Кириленко.
- Первый заместитель председателя партии «За Украину!» — Владимир Мойсик.
- Заместитель председателя партии «За Украину!» — Ксения Ляпина.
- Заместитель председателя партии «За Украину!» — Юрий Зубко.

## История партии
Дата создания партии «За Украину!» — 9 октября 1999 года. Первоначальное название партии — Партия социальной защиты (ПСЗ). Официально зарегистрирована 4 мая 2000 года. Партия социальной защиты была участником лишь одной избирательной кампании в Верховную раду Украины. На парламентских выборах 2006 года партия получила поддержку 0,05 % избирателей.
23 декабря 2008 года в Верховной Раде Украины была создана депутатская группа «За Украину!», в состав которой вошли 17 народных депутатов во главе с Вячеславом Кириленко.
21 февраля 2009 года в Киеве состоялось учредительный съезд общественного движения «За Украину!». В мероприятии приняли участие более 200 делегатов, среди которых — народные депутаты Украины, депутаты областных, районных и городских советов, представители общественности и деятели культуры.
19 декабря 2009 года лидер общественного движения и депутатской группы «За Украину!» Вячеслава Кириленко избран председателем партии «За Украину!». Первым заместителем председателя партии избран народный депутат Владимир Мойсик, заместителями — Ксения Ляпина и Юрий Зубко. Делегаты съезда избрали состав политического бюро партии, в которую вошли народные депутаты из депутатской группы «За Украину!», главы областных организаций, председатель Центральной ревизионной комиссии и секретарь Центрального исполнительного комитета.
В декабре 2011 года Арсений Яценюк подписал с Вячеславом Кириленко соглашение о совместной оппозиционной деятельности и объединении его партии «За Украину!» с «Фронтом перемен» после выборов.

## Президентские выборы 2010 года
Партия «За Украину!» приняла решение поддержать на президентских выборах 2010 года кандидатуру действующего Президента Украины Виктора Ющенко. Согласно результатам выборов Ющенко набрал 5,45 % голосов избирателей или 1 341 539 действительных голосов и во второй тур не прошел. Во втором туре партия не поддержала ни одного из двух кандидатов — ни Юлию Тимошенко, ни Виктора Януковича.

## Региональные выборы 2010 года
Партия «За Украину!» приняла участие в местных выборах 31 октября 2010 года. По их итогам партия представлена в Областных советах Сумской области (2 мандата), Волынской области (1 мандат) и Ивано-Франковской области (1 мандат). Все кандидаты от партии были избраны по одномандатным округам.

## Парламентские выборы 2012 года
В апреле 2012 года, шесть оппозиционных партий договорились о совместном участии в парламентских выборах 2012 года на базе партии экс-премьера Украины Юлии Тимошенко — Всеукраинского объединения «Батькивщина». В объединенную оппозицию вошли партии Батькивщина, Фронт перемен, Народный рух Украины, Народная самооборона, «За Украину!» и Реформы и порядок.
20 июня 2012 года было объявлено, что в состав объединённой оппозиции «Батькивщина» входит партия экс-министра обороны Украины Анатолия Гриценко «Гражданская позиция».
Согласно результатам выборов Всеукраинское объединение «Батькивщина» получило голоса 25,54 % избирателей, 62 депутатских места по партийным спискам и 43 места по мажоритарным округам. Партия «За Украину!» получило представительство 4 депутатов в Верховной раде.

## Объединение с «Народным фронтом»
10 сентября 2014 года партия «За Украину!» вошла в состав новосозданной партии «Народный фронт», а её глава — Вячеслав Кириленко вошёл в состав политсовета «Народного фронта».